# Лимбажи
Лимбажи (произношение) (на латвийски: Limbaži) е град в северна Латвия, намиращ се в историческата област Видземе. Градът е административен център на район Лимбажи. Лимбажи се намира на около 90 km от столицата Рига.

## История
На мястото на съвременния град се появява военно укрепление на немските кръстоносци (на немски: Ordensburg), което получава статут на град още през 1223 и става съюзник на Съюза на търговските гилдии Ханза. По този начин Лимбажи в исторически план е един от най-старите градове не само във Видземе, но и в цяла Латвия.
През 1385 градът, който тогава се казва Лемсал, е включен във владенията на архиепископа на Рига Йохан IV, като за целта около Лимбажи са построени крепостни стени и форт. Лимбажи веднага получава всички права на град. По това време в центъра на града се намират централният пазар, църквата Свети Лабренцис, Гилдията на занаятчиите и Градският съвет. В града вече има около 400 домакинства, а в района е вторият по брой на населението град, нареждащ се веднага след Рига.
В началото на 16 век значението на града като търговски център значително спада след като минаващата през града река Светупе, както и намиращото се наблизо езеро Дунезерс стават неподходящи за плаване. Това не позволява на търговските кораби да достигат до града и все повече от тях предпочитат да пътуват до Рига или Салацгрива, които с времето изземват функциите на Лимбажи като портата на латвийците към света и основен експортен център.
Нещастието бързо застига града и през 1558 по време на Ливонската война армията на Иван Грозни изгаря града до основи. През 1567 шведите отново разрушават града, а през 1575 руснаците за втори път го опожаряват. След поредната шведска окупация през 1602 градът е за четвърти път сринат с основите, но този път защитните стени са окончателно унищожени.
Според предание, част от местния фолклор, сегашното име на града е измислено от един шведски свещеник, който един път съвсем случайно чул думите „лимба“ и „ажи“ (коза). Той сметнал, че съчетанието от двете думи подхожда за наименование на областта и оттогава насетне градът носи това име. Шведският крал Густав II Адолф подарява замъка Лимбажи на град Рига. Рига не проявява никакъв интерес в развитието на конкурентни градове и затова налага множество ограничения на жителите на Лимбажи, основното от които засяга разрастването на града. Въпреки това градът успява да се задържи като самостоятелно населено място и към края на 17 век в него има 44 домакинства, 2 кръчми, една църка и едно училище, в което децата се обучават от 1693.
През 1747 в Лимбажи избухва пожар, който за няколко часа унищожава почти всичко. Едва четири сгради оцеляват като по чудо в пожара. Въпреки че градът е отново възобновен цялостното развитие на града е изключително затруднено. На стария център на Лимбажи все още се виждат части от главната улица, която е създадена през 1385 и стигала чак дотогавашните крепостни стени. Повечето от сградите в старата част на Лимбажи са построени през 18 и 19 век.
През 1877 чрез закон Лимбажи е освободен от пряката си зависимост от Рига и започва активно да развива икономиката си. Още през 1876 в града има една работилница и една вълнопредачница. През 1913 тези предприятия биват закупени от белгийски предприемач и се сливат в акционерно дружество.
След като известният латвийски композитор и диригент Карлис Бауманис се премества от Санкт Петербург в Лимбажи, градът бързо се оживява. Основава се културното настоятелство на Лимбажи, а скоро след това са открити първата обществена библиотека и първата печатница.

## Култура
Лимбажи е известен с активното си развитие на културни и образователни центрове. Градът е известен освен със забележителностите си, също така и с множеството мероприятия организирани в града. В Лимбажи има:
- Културен център
- Градски театър
- Градски музей Лимбажи
- Училище по изкуствата
- Музикално училище
- Централна и детска библиотеки
- Клон на Латвийския селскостопански университет
- Център за квалификация
- Лутеранска църква, построена през 1681
- Надгробният паметник на композитора Карлис Бауманис
- Руини от крепост

## Побратимени градове
Анклам, Германия